# عادت (فیلم ۱۹۹۷)
«عادت» (انگلیسی: Habit (1997 film)) فیلمی در ژانر ترسناک است که در سال ۱۹۹۷ منتشر شد.